# Schron ze Świeczką
Schron ze Świeczką – jaskinia, a właściwie schronisko, w Dolinie Kościeliskiej w Tatrach Zachodnich. Wejście do niej znajduje się w Organach, w żlebie kończącym się na południe od Bramy Kraszewskiego, powyżej Jaskini Goryckiego i Schronu pod Jaskinią Goryckiego, na wysokości 1108 metrów n.p.m. Jaskinia jest pozioma, a jej długość wynosi 4,70 metrów.

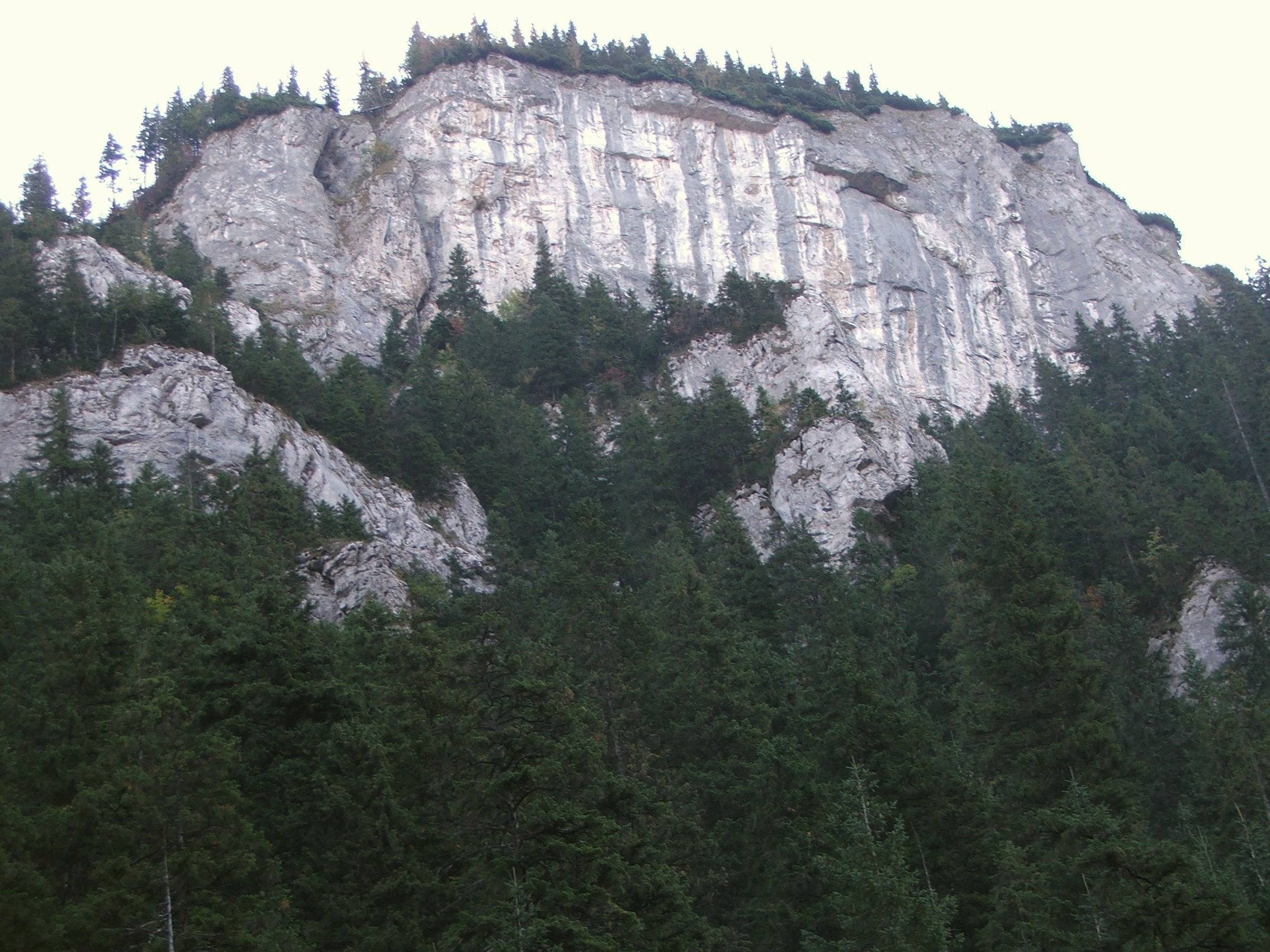
Organy w Dolinie Kościeliskiej

## Opis jaskini
Jaskinię stanowi obszerna sala (2,4 m szerokości i 2,3 m wysokości) zaczynająca się zaraz za niewielkim otworem wejściowym (1,4 m szerokości i 1,3 m wysokości). Z sali odchodzi krótki, szczelinowy korytarzyk.

## Przyroda
W jaskini brak jest nacieków. Ściany są suche, rosną na nich mchy i porosty.

## Historia odkryć
Jaskinię zwiedzał prawdopodobnie Mieczysław Gwalbert Pawlikowski w 1885 roku, a zbadali ją Stefan Zwoliński i Jerzy Zahorski w 1934 roku. W jaskini znaleziono posłanie z gałęzi i świeczkę. Stąd jej nazwa.
Pierwszy plan i opis jaskini sporządziła Izabella Luty przy pomocy Magdaleny Kapełuś w 1992 roku.